# Lockwood’s Garage
Lockwood’s Garage war ein britischer Hersteller von Automobilen.

## Unternehmensgeschichte
Das Unternehmen aus Eastbourne begann 1921 mit der Produktion von Automobilen. Der Markenname lautete Lockwood. Die Verbindung zu Custer Specialty Co. aus Dayton (Ohio), die ähnliche Fahrzeuge herstellte, ist unklar. 1922 endete die Produktion.

## Fahrzeuge
Im Angebot standen Miniaturautos, die für Kinder gedacht waren. Die Werbung beschrieb sie als das kleinste Auto der Welt. Zur Art der Motorisierung liegen keine Angaben vor.